# Gliese 581 g
Gliese 581 g is een onbevestigde exoplaneet die zich in het planetenstelsel Gliese 581 bevindt.
 Onofficieel wordt deze planeet Zarmina genoemd, naar de vrouw van ontdekker Steven Vogt.

## Ontdekking

Ster en planeet beïnvloeden elkaar: de ster "waggelt" waardoor de exoplaneet zijn bestaan aantoont

Omloopbanen in het Gliese 581-stelsel

Gliese 581 g is de zesde planeet die in dit stelsel werd ontdekt. Zijn mogelijke bestaan werd bekendgemaakt op 29 september 2010 door de Lick-Carnegie Exoplanet Survey, een samenwerkingsverband tussen het Carnegie-instituut in Washington en de Lick-sterrenwacht in Californië. Net als van andere exoplaneten zijn van Gliese 581 g geen daadwerkelijke beelden. Deze planeten verraden zich door interactie van hun zwaartekracht met de moederster. De zwaartekracht van de ster en planeet beïnvloeden elkaar: de ster "waggelt" waardoor de exoplaneet zijn bestaan aantoont.
Die beweging kan worden waargenomen door radiële snelheid te meten met het dopplereffect.

## Gegevens (volgens hypothese)

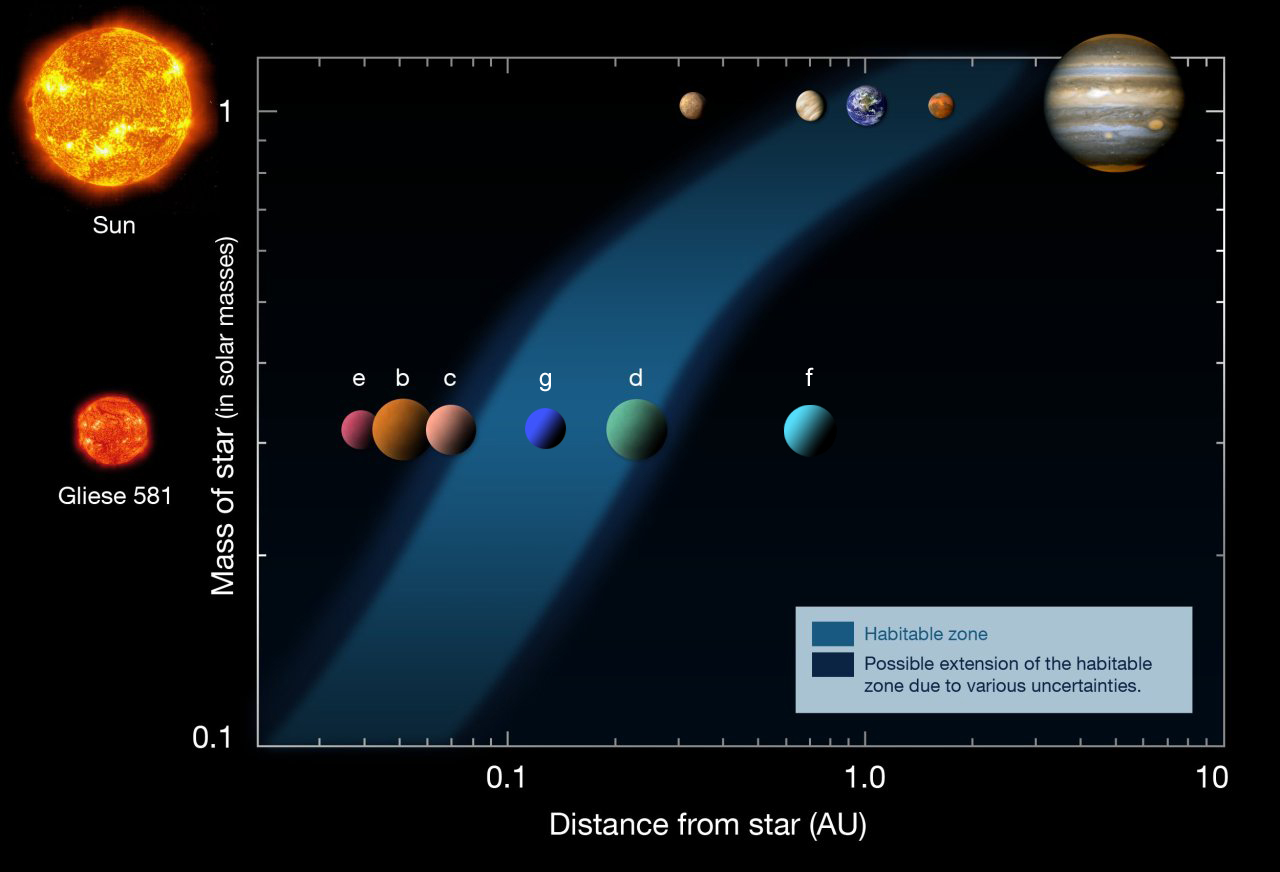
Vergelijking van de bewoonbare zones van het Gliese 581-stelsel en het zonnestelsel.

Gliese 581 g draait in een nauwe baan van slechts 22 miljoen kilometer om zijn ster. Een omwenteling van de planeet om zijn eigen as duurt net zo lang als een omwenteling om zijn ster: iets minder dan 37 dagen. Daardoor is één zijde van de planeet voortdurend naar zijn ster gekeerd. De massa van Gliese 581 g bedraagt drie- à viermaal die van de aarde en hij is 30% tot 40% groter. Waarschijnlijk is het een rotsachtige planeet met genoeg zwaartekracht om een atmosfeer vast te houden. 
De afstand tussen Gliese 581 g en zijn ster is veel kleiner dan de afstand tussen de Aarde en de Zon. Maar, omdat Gliese 581 een zwakke ster is (een zogenaamde "rode dwerg"), heerst er aan het oppervlak van Gliese 581 g volgens schattingen gemiddeld een relatief lage temperatuur van -31°C tot -12°C. Deze kan evt. hoger uitvallen, indien de atmosfeer een broeikaseffect heeft. 

 
Op de kant die naar de ster is gekeerd is de temperatuur veel hoger, terwijl de kant die van de ster af is gekeerd een veel lagere temperatuur heeft. Temperaturen waarbij evt. vloeibaar water en leven mogelijk is vindt men in de schemerzone tussen de donkere en verlichte kant.

## Trivia
Gliese 581 g figureert in de film Battleship als thuisplaneet van een buitenaardse beschaving, die niet tegen normaal Aards zonlicht bestand zou zijn.